# Max Issaakowitsch Reiderman
Max Issaakowitsch Reiderman, auch Maxim Reyderman (russisch Максим (Макс) Исаакович Рейдерман; * 1. August 1924 in Kiew, Ukrainische SSR, Sowjetunion; † 19. Mai 2009 in Köln) war ein ukrainisch-sowjetischer Arzt, Kardiologe, Pneumologe und Publizist.

## Leben
Reidermans Vater Issaak Abramowitsch Reiderman war Kinderarzt am Lehrstuhl für Pädiatrie des Kiewer Instituts für ärztliche Fortbildung und wurde 1941 in Babyn Jar von deutschen Einsatzgruppen der Sicherheitspolizei und des SD erschossen. Reidermans Großvater Abram Schachnowitsch Reiderman hingegen absolvierte das Warschauer Konservatorium, nahm am Ersten Weltkrieg teil mit Beförderung zum Stabskapitän, wurde Kapellmeister des 41. Selenginsker Infanterieregiments und dann der Kiewer Kamenew-Artillerie-Schule und komponierte bevorzugt Walzer.
Reiderman begann noch vor dem Deutsch-Sowjetischen Krieg das Studium am Kiewer Staatlichen Institut für Medizin, mit dem er nach Tscheljabinsk evakuiert wurde und in dem er 1945 wieder in Kiew das Studium abschloss. Anschließend unterrichtete er zwei Jahre lang in Kiew an der Medizinfachschule und heiratete die Chirurgin Lidija Samuilowna Parschtschikowa (1928–2011). Darauf begann er die Aspirantur bei Max Gubergriz am Lehrstuhl für Propädeutik der inneren Krankheiten des Kiewer  Staatlichen Instituts für Medizin. Der Kampf gegen den wurzellosen Kosmopolitismus mit der sogenannten Ärzteverschwörung unterbrach seine Aspirantur, indem er als Militärarzt in den Fernen Osten geschickt wurde. Er arbeitete zunächst in China und dann in Olga (Primorje), wo sein Sohn Alexei geboren wurde. Nach 10 Jahren mit Demobilisierung kehrte die Familie nach Kiew zurück. Dann war er Oberarzt im Bergwerk Donezk.

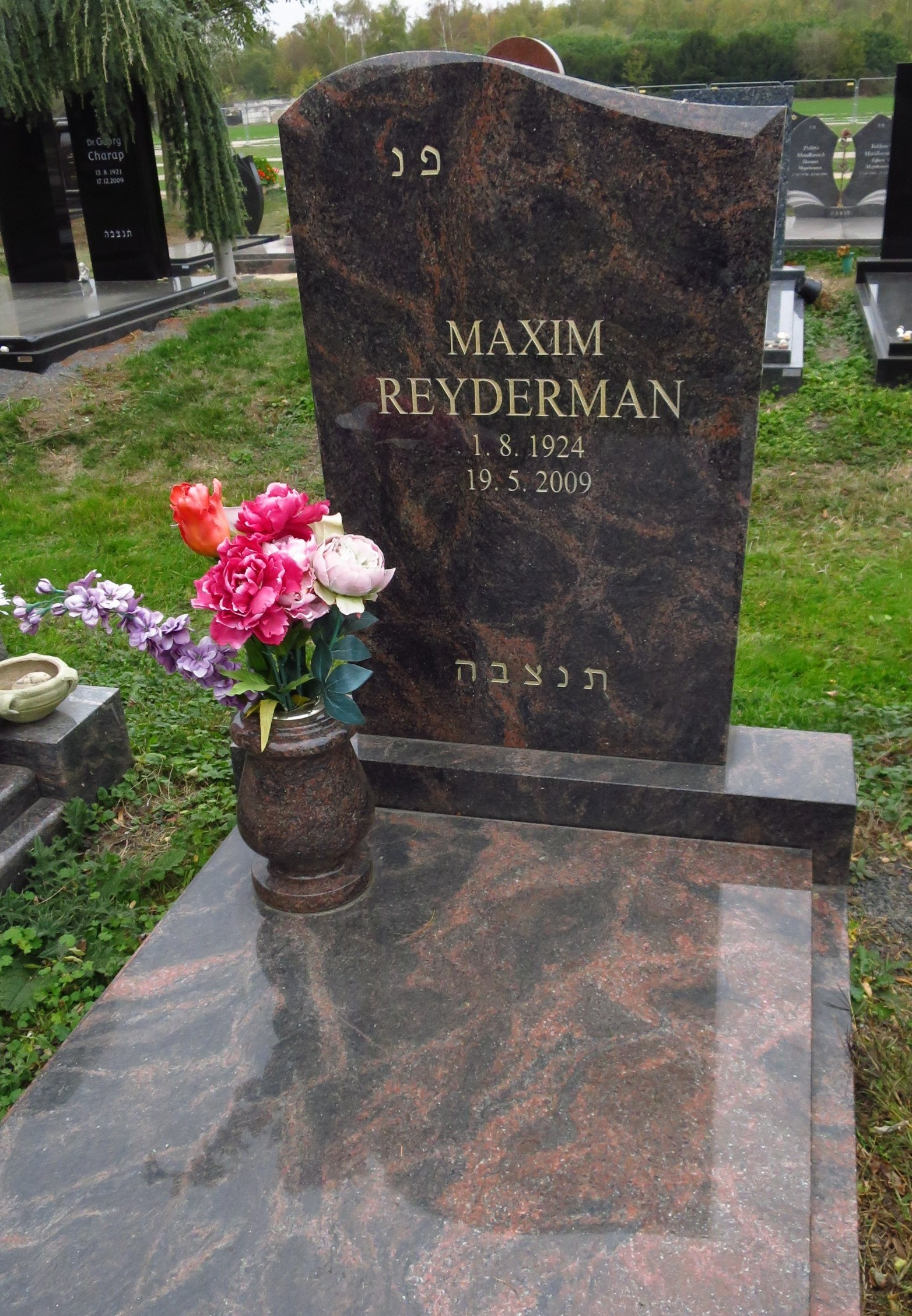
Grabstätte

Schließlich wurde Reiderman Assistent und Dozent am Lehrstuhl für Innere Medizin des Donezker Instituts für Medizin, wo er zum Kandidaten der medizinischen Wissenschaften für Vektorkardiografie und dann zum Doktor der medizinischen Wissenschaften  fü Genetik der Mukoviszidose der Lungen promoviert wurde. 1981 wurde er Leiter des Lehrstuhls für Innere Medizin der Fakultät für Stomatologie des Poltawaer Instituts für Medizin und 1990 Leiter der Herzinfarkt-Abteilung des Erste-Hilfe-Krankenhauses in Moskau. Er veröffentlichte seit seiner Zeit in Donezk mehr als 120 wissenschaftliche Arbeiten teilweise zusammen mit seiner Frau.
1995 ließ sich Reiderman zusammen mit seiner Frau und seinem Sohn, der aus den USA zurückkam, in Köln nieder. Er arbeitete nun publizistisch mit Veröffentlichungen auch im Web zu medizinischen und medizin-historischen Themen. Regelmäßig schrieb er im Web-Journal Sametki po Jewreiskoi Istorii (Notizen zur jüdischen Geschichte) (Hannover). Zusammen mit seinem Sohn übersetzte er aus dem Deutschen Hendrik Jacksons Manifest über die Transzendenz oder im Innern der zerbrechenden Außenschale.
Reiderman starb 2009 im Alter von 84 Jahren und wurde auf dem Jüdischen Friedhof in Köln-Bocklemünd (Flur 35) beigesetzt.